# Battaglia di Albert (1914)
La battaglia di Albert iniziò il 25 settembre 1914 come parte della Corsa al mare durante la prima guerra mondiale. È immediatamente precedente alla prima battaglia della Marna ed alla prima battaglia dell'Aisne.

## La battaglia
La 10ª Armata francese iniziò ad ammassarsi ad Amiens a partire dalla metà di settembre, ed il 25 iniziò a spingersi verso est. Édouard de Castelnau, sotto il comando di Joseph Joffre, lanciò un attacco frontale contro le linee tedesche presso Albert dopo che i tentativi di forzare la linea del fronte in direzione nord fallirono. De Castelnau incontrò immediatamente resistenza e subì il contrattacco, dato che la 6ª Armata tedesca aveva raggiunto Bapaume il 26 settembre ed avanzò in direzione di Thiepval il 27, nel mezzo di quella che era diventata il terreno della battaglia della Somme. Lo scopo tedesco era di dirigersi a occidente verso la Manica, conquistando le regioni industriali ed agricole della Francia settentrionale, tagliando così fuori le rotte di rifornimento del Corpo di Spedizione inglese ed isolando il Belgio.
Nessuno dei due lati riuscì a fare alcun significativo progresso sul campo, e gli scontri intorno ad Albert terminarono intorno al 29 settembre, mentre il vivo della battaglia si spostò verso nord in direzione di Arras e Lilla e nelle Fiandre occidentali. Questo scontro e quelli che seguirono furono tentativi senza costrutto, dato che il panorama bellico andò rapidamente verso la guerra di trincea.